# Meade megye (Kansas)
Meade megye az Amerikai Egyesült Államokban, azon belül Kansas államban található. Megyeszékhelye és legnagyobb városa Meade. Lakosainak száma 4055 fő (2020. április 1.). Meade megye Haskell, Beaver, Gray, Ford, Clark és Seward megyékkel határos.

## Népesség
A megye népességének változása:
| Lakosok száma | 4605 | 4542 | 4436 | 4343 | 4330 | 4055 |
|               | 2010 | 2011 | 2012 | 2013 | 2015 | 2020 |